# 압록강체육단

압록강체육단의 과거 로고.

압록강체육단(鴨綠江體育團, Amnokgang Sports Club)은 조선민주주의인민공화국의 조선민주주의인민공화국 평양시를 연고지로 하는 종합스포츠클럽으로 소속 축구단이 특히 유명하다.
경찰 조직에 해당하는 인민보안성에 소속해 있다.

## 역사
1947년에 설립되었다. 7명의 '공화국 영웅', '로력 영웅', 80명의 '인민체육인'과 '공훈체육인'등이 배출되었다.

## 라이벌
압록강체육단은 북한의 경찰 조직인 인민보안성 소속으로 국방부에 해당하는 인민무력성 소속의 평양의 4.25체육단과 라이벌 관계를 형성하고 있는 것으로 알려져 있지만 실체는 확인하기 어렵다.

## 선수 명단

### 현역
- 박남철(2005 ~ )

## 우승 기록

### 1부류축구련맹전
- 2006년 우승